# Erwin Vervecken
Erwin Vervecken (né le 23 mars 1972 à Herentals) est un coureur cycliste belge spécialiste du cyclo-cross. Il a été trois fois champion du monde de cette discipline, en 2001, 2006 et 2007.

## Palmarès en cyclo cross

### Par années
- 1990-1991
  -  Champion de Belgique de cyclo-cross juniors
- 1992-1993
  - Trophée Gazet van Antwerpen #3, Malines
- 1993-1994
  - Duinencross, Coxyde
  -  Médaillé de bronze du championnat du monde de cyclo-cross
- 1994-1995
  - Duinencross, Coxyde
  - 2e du championnat de Belgique de cyclo-cross
- 1995-1996
  -  Champion de Belgique de cyclo-cross
  - Superprestige #4-Cyclo-cross de Gieten, Gieten
  - Trophée Gazet van Antwerpen #7-Krawatencross, Lille
- 1996-1997
  - Cyclo-cross de Ruddervoorde
- 1997-1998
  - Trophée Gazet van Antwerpen #7-Krawatencross, Lille
  -  Médaillé d'argent du championnat du monde de cyclo-cross
  - 2e du championnat de Belgique de cyclo-cross
- 1998-1999
  - Superprestige #6-Druivencross, Overijse
  -  Médaillé d'argent du championnat du monde de cyclo-cross
- 1999-2000
  - 2e du championnat de Belgique de cyclo-cross
- 2000-2001
  -  Champion du monde de cyclo-cross
  - Classement général du Trophée Gazet van Antwerpen
    - Trophée Gazet van Antwerpen #1-Jaarmarktcross, Niel
    - Trophée Gazet van Antwerpen #2, Rijkevorsel

  - Superprestige #6-Druivencross, Overijse
  - Duinencross, Coxyde
  - Kiremko Nacht van Woerden
  - 2e du championnat de Belgique de cyclo-cross
- 2001-2002
  - Coupe du monde #4-Cyclo-cross de Nommay, Nommay
  - Superprestige #2-Cyclo-cross de Sint-Michielsgestel, Sint-Michielsgestel
  - Superprestige #5-Vlaamse Aardbeiencross, Hoogstraten
  - Superprestige #6-Cyclo-cross de Diegem, Diegem
  - Classement général du Trophée Gazet van Antwerpen
    - Trophée Gazet van Antwerpen #4-Azencross, Loenhout

  - Grand Prix Adrie van der Poel
  - Centrumcross
  - 2e du championnat de Belgique de cyclo-cross
- 2002-2003
  - Kermiscross
  -  Médaillé de bronze du championnat du monde de cyclo-cross
- 2003-2004
  - Superprestige #6-Vlaamse Aardbeiencross, Hoogstraten
- 2004-2005
  - Coupe du monde #4-Duinencross, Coxyde
  - Superprestige #6-Cyclo-cross de Diegem, Diegem
  - Superprestige #7-Vlaamse Aardbeiencross, Hoogstraten
  -  Médaillé d'argent du championnat du monde de cyclo-cross
- 2005-2006
  -  Champion du monde de cyclo-cross
  - Grand Prix Lille Métropole, Roubaix
  - Grand Prix Adrie van der Poel
  - 2e du championnat de Belgique de cyclo-cross
- 2006-2007
  -  Champion du monde de cyclo-cross
  - Coupe du monde #8, Hofstade
- 2007-2008
  - Grand Prix Lille Métropole, Roubaix
  - Kiremko Nacht van Woerden
  - 4e du championnat du monde de cyclo-cross
- 2008-2009
  - Coupe du monde #4-Duinencross, Coxyde
  - Coupe du monde #8-Grand Prix Lille Métropole, Roubaix
- 2009-2010
  - USGP of Cyclocross Planet Bike Cup 2, Sun Prairie

### Classements
| Épreuve / Édition       | 1993/1994 | 1994/1995 | 1995/1996 | 1996/1997 | 1997/1998 | 1998/1999 | 1999/2000 | 2000/2001 | 2001/2002 | 2002/2003 | 2003/2004 | 2004/2005 | 2005/2006 | 2006/2007 | 2007/2008 | 2008/2009 | 2009/2010 |
| Championnat du monde    | 3e        | 20e       | 5e        | 6e        | 2e        | 2e        | abandon   | 1er       | abandon   | 3e        | 6e        | 2e        | 1er       | 1er       | 4e        | 19e       | 16e       |
| Coupe du monde          |           |           | 7e        | 9e        | 9e        | 8e        | 6e        | 5e        | 5e        | 6e        | 6e        | 3e        | 2e        | 3e        | 4e        | 7e        | 8e        |
| Superprestige           |           | 10e       | 9e        | 9e        | 4e        | 5e        | 7e        | 3e        | 2e        | 4e        | 3e        | 5e        | 5e        | 2e        | 6e        | 6e        | 8e        |
| Championnat de Belgique |           | 2e        | 1er       | 4e        | 2e        | 5e        | 2e        | 2e        | 2e        | 5e        | 7e        |           | 2e        | 5e        | 4e        |           | 8e        |

## Palmarès en VTT
- 1995
  -  Champion de Belgique de cross-country

## Palmarès sur route

### Par années
- 1997
  - Grand Prix François-Faber
- 1998
  - 4e étape du Tour de la province d'Anvers
- 2000
  - Grand Prix Théo Mulheims
- 2001
  - 1re et 2e étapes du Tour de Namur
- 2002
  - 1re étape du Triptyque ardennais
- 2004
  - 2e du Grand Prix Etienne De Wilde

### Classements mondiaux
| Année         | 2007 |
| ------------- | ---- |
| UCI Asia Tour | 154e |